# Krasnoarmejsk (Saratovská oblast)
Krasnoarmejsk (rusky Красноармейск) je město v Saratovské oblasti v Ruské federaci. Při sčítání lidu v roce 2010 měl přes čtyřiadvacet tisíc obyvatel.

## Poloha a doprava
Město leží nedaleko pramene říčky Golyj Karamyš patřící do povodí Donu jen přibližně dvacet kilometrů západně od Volgogradské přehradní nádrže na Volze. Od Saratova, správního střediska oblasti, je Krasnoarmejsk  vzdálen přibližně pětasedmdesát kilometrů jižně.
Nejbližší železniční stanicí je patnáct kilometrů vzdálená Bobrovka na železniční trati ze Saratova do Ilovlji (a Volgogradu).  

## Dějiny
Osídlení zde vzniklo v letech 1764–1766 jako kolonie ruských Němců a bylo pojmenováno podle příjmení Balcer (rusky Ба́льцер, německy Balzer) jednoho z nich. Kromě toho bylo nazýváno také Golyj Karamyš podle nedaleké řeky.
Po začátku první světové války bylo německé jméno opuštěno a bylo používáno jen jméno Golyj Karamyš, s kterým se také sídlo stalo v roce 1918 městem. V roce 1927, kdy město spadalo do Autonomní sovětské socialistické republiky Povolžských Němců, se mu opět říkalo Balcer.
V roce 1942 bylo město přejmenováno na Krasnoarmejsk na počest Rudé armády.